# حملة 1197 الصليبية
الحملة الصليبية 1197 وعرفت أيضاً بحملة هنري السادس (بالألمانية: Kreuzzug Heinrichs VI) وعرفت أيضاً بالحملة الصليبية الألمانية (بالألمانية: Deutscher Kreuzzug) هي حملة صليبية شنت من قبل الإمبراطورية الرومانية المقدسة من قبل الإمبراطور هنري السادس وألذي جاء ليكمل الحملة الصليبية الثالثة لوالده الإمبراطور فريدرش الأول بربروسا لأجل إسترداد مملكة بيت المقدس. على الرغم أن الصليبيين حققوا بعض الانتصارات في الحملة ضد الدولة الأيوبية وإستولوا على صور وصيدا وبيروت، إلا أن الحملة ألغيت بعد وفاة الإمبراطور هنري المفاجئ في ميسينا في سبتمبر 1197.

## الخلفية
في 2 أكتوبر 1187 استولى السلطان الأيوبي صلاح الدين على القدس وعلى أجزاء واسعة من الممالك الصليبية. بهذا أطلقت الحملة الصليبية الثالثة من قبل فيليب الثاني ملك فرنسا وريتشارد الأول ملك إنجلترا والإمبراطور فريدرش الأول بربروسا في سنة 1189 لإستعادة الأراضي المقدسة. وأثناء توجه فريدريش نحو الشام هزم السلاجقة في معركة قونية لكنه سرعان ما غرق أثناء عبوره لنهر غوكسو في كيليكيا. قدرت أعداد قوات فريدريش ما بين 10000 إلى 15000، بعد وفاة فريدريش قام إبنه فريدرش السادس بأخذ معظمها لدعم الصليبيين في حصار عكا، تلك الحملة إنتهت بعقد صلح الرملة مع صلاح الدين، وألتي إتفق بها بهدنة لثلاث سنوات وبالسماح للمسلمين باحتفاظهم بالقدس مقابل بقاء الصليبيين في عكا ويافا وبقية المدن الساحلية.
هنري السادس كان قد إنتخب كخليفة للإمبراطور فريدرش منذ سنة 1169، في سنة 1191 توج كإمبراطور جديد من قبل البابا سلستين الثالث، وبعد صراعه مع الأمراء إنتهى بنهاية المطاف بأسر الملك ريتشارد في النمسا وإجباره على قسم الولاء وأخذه كفدية. هنري عزز أحقيته بالعرش بزواجه من كونستانس ملكة صقلية ليحتل مملكة صقلية وألتي أرادها أن يتخذها كقاعدة لأجل حملته الصليبية. الهدنة ألتي إتفق عليها الملك ريتشارد إنتهت في سنة 1195 في حين كان صلاح الدين قد توفي في سنة 1193 لتندلع حرب حول خلافتة في حكم السلطنة الأيوبية.
هنري السادس أراد أن يدعم حملته من خلال الإمبراطورية البيزنطية وألتي ناصبت العداء أثناء تقدم والده فريدرش، الإمبراطورية البيزنطية كانت منهكة من تمردات الصرب والبلغار بالإضافة إلى خطر السلاجقة. القسطنطينية أيضاً كانت تعيش في حرب خلافة بين الأخوين إسحاق الثاني وألكسيوس الثالث أنجيلوس، رفض إسحاق دعم حملة هنري، فقام هنري بدعم أخيه ألكسيوس وألذي أخذ العرش منه في سنة 1195، ألكسيوس قام بدفع جزية قدرت ب5000 باوند ذهب لهنري، ليوجه قواته فيما بعد نحو قبرص، حيث أقام تحالفه هناك مع ملكها إيمري ومع أمير مملكة كيليكيا الأرمنية ليون الأول.

## النداء للحملة
خلال أسبوع الآلام من شهر آذار مارس 1195، إحتفل الإمبراطور هنري بعيد القيامة في باري وهناك أعلن رغبته في الحملة الصليبية. في أبريل وصل عدد المتطوعين إلى 1500 فارس و 3000 رقيب وسرعان ما إزدادت أعدادهم. وفي فصل الصيف أثناء تجوله في ألمانيا لدعم الحملة، حظي بدعم العديد من النبلاء منهم كونراد أسقف ماينز والمستشار الأسقفي لألمانيا وحظي بدعم هارتفيغ أسقف بريمن وبفولغر فون إيلا أسقف باساو وكونراد أسقف هيلدشايم. حظي بدعم عدة دوقات منهم هنري الأول، دوق برابانت وبيرتولد دوق ميرانيا وفريدريش الأول دوق النمسا ومن قبل ابن عم الإمبراطور هيرمان الأول دوق ثورنجيا، كما حظيت بدعم بريتسلاف دوق بوهيميا إلا أنه توفي قبل بدأ الحملة. حظيت الحملة بدعم العديد من الكونتات مثل هنري الخامس كونت بالاتين راين و مينهارد كونت غوريزيا و إيبرهارد كونت دورنبيرغ. نبلاء آخرين دعموا الحملة مثل أرنولد فون لوبيك. قدرت في النهاية أعداد قوات هنري بحوالي 60 ألف مقاتل منهم 7000 فارس ألماني بحسب ما ذكرته المصادر القديمة، لكن المؤرخين المعاصرين رفضوا هذا العدد وذكرت المؤرخة كلوديا نومان أن العدد لم يتجاوز 16 ألف منهم 3000 فارس فقط. في مارس 1197 وأثناء تواجد الإمبراطور هنري في صقلية قامت قوات حملته بالبداية بقمع انتفاضة ضده في كاتانيا، ثم أمر بتوجه قوة مكونة من 44 سفينة مع 3000 محارب سكسوني ورايني تحت قيادة هنري الخامس كونت بالاتين راين و هارتفيغ أسقف بريمن، في حين بقي الإمبراطور في ميسينا يمارس الصيد قبل أن يقع في حمى ويموت بسبب مرض بعتقد أنه الملاريا في 28 سبتمبر 1197 لتمنعه من الإبحار نحو الأراضي المقدسة.

## الحملة
في 22 سبتمبر 1197 أرست قوات المستشار الأسقفي كونراد والمارشال هنري فون كالدن في عكا، وصولهم لم يسر قوات الفرنجة هناك مع ملكتهم إيزابيلا، فتم اجبارهم على مغادرة عكا. بعد ذلك بدأ الأمراء الألمان على سلطة المارشال هنري فون كالدن عليهم، فإنتخبوا هنري دوق برابانت ليكون قائدهم. ثم أبحر الصليبيين نحو صور ونجحت حملتهم بمطاردة المسلمين نحو بيروت ليصلوا إلى طرابلس. إستولى الصليبيين حينها على المدينة الغنية صيدا وفي 24 أكتوبر دخلوا إلى بيروت. بدعم الأمراء الألمان تزوج إيمري ملك قبرص بالملكة إيزابيلا ليتوج كملك لمملكة بيت المقدس في سنة 1198.
الصليبيون استمروا بحملتهم في لبنان وإحتلوا قلعة جبيل وجعلوها ضمن كونتية طرابلس. ثم توجهوا نحو دمشق وأثناء حصارهم لقلعة تبنين وصلت لهم أخبار وفاة الإمبراطور هنري، واخبار اندلاع حرب لخلافته. في يوليو 1198 ترك معظم الأمراء الحملة وعادوا إلى ألمانيا ليتسلموا حكم إقطاعياتهم ألتي وعدوا بها. بقية الصليبيين إتفقوا على هدنة مع السلطان الأيوبي العادل سيف الدين أحمد مقابل اعترافه بإيمري كملك على الأراضي ألتي إستولوا عليها. الملك إيمري سلم لوردية بيروت لجان من إيبلين وسلم لوردية صيدا لرينو غرانييه، وفي طريق عودة الصليبيين قام الأسقف كونراد بتتويج الأمير ليون كملك على كيليكيا في طرسوس.

## بعد ذلك
بقيت طموحات الصليبيين باستعادة القدس بعد وفاة هنري. ضعف الإمبراطورية البيزنطية أدى لقيام الحملة الصليبية الرابعة وألتي إنتهت باحتلال القسطنطينية، وبنفس الوقت تم تناسي حملة الاستيلاء على القدس بعد تمديد الهدنة مع الأيوبيين لست أعوام أخرى. الأمراء الألمان ألذين عادوا من الحملة بدئوا بأخذ أراضي البولنديين السلاف ألتي وعدوا بها، في النهاية أدى هذا لتصارعهم مع الونديين وإلى قيام الحملة الصليبية الوندية في سنة 1147. قوات فرسان التيوتون ألتي تأسست في سنة 1190 مدوا أراضيهم إلى شرق بروسيا ووصلوا في النهاية نحو سواحل دول البلطيق في القرن الثالث عشر.